# Перламутровый уж-бегун
Перламутровый уж-бегун (лат. Drymobius margaritiferus) — вид змей семейства ужеобразных.

## Внешний вид
Змея достигает в длину от 75 до 100 см, максимальная длина достигает 127 см. Тело чёрного цвета с характерными жёлтыми и синими пятнами. Кроме того, на каждой чешуйке находится по одному светлому пятну. Весь узор придаёт змее общий зеленоватый оттенок. Губы жёлтые с чёрными швами. Брюхо, как правило, жёлто-зелёное.

## Распространение
Вид распространён от долины реки Рио-Гранде в Техасе через Мексику и Центральную Америку на юг до Колумбии.

## Образ жизни
Змея любит густую растительность с источником воды поблизости. Её рацион состоит в основном из земноводных — лягушек и жаб.
Яйцекладущий вид, самка откладывает до 8 яиц весной или летом. Инкубационный период длится около двух месяцев, детёныши вылупляются длиной около 15 см. Они достигают половой зрелости в возрасте двух-трёх лет.

## Таксономия
Выделяют 4 подвида:
- Drymobius margaritiferus margaritiferus (Schlegel, 1837)
- Drymobius margaritiferus fistulosus H.M. Smith, 1942
- Drymobius margaritiferus occidentalis Bocourt, 1890
- Drymobius margaritiferus maydis Villa, 1968